# Borghese
Borghese is een Italiaanse familie met een pauselijke achtergrond. Hun adeldom ontlenen zij aan de Bul Urbem Romam.
Oorspronkelijk was de Borghese familie afkomstig uit Siena, maar Marcantonio, hoofd van de familie, verhuisde naar Rome in de 16e eeuw. In 1605 werd zijn zoon Camillo Borghese verkozen tot paus. Camillo Borghese, paus Paulus V, was een grote aanhanger van het nepotisme - hij benoemde bijvoorbeeld een neefje tot prins van Vivero - en zo groeide de familie in macht en rijkdom.
Bij het huwelijk tussen Paulo Borghese en Olimpia Aldobrandini in 1614 eiste de familie de naam en rijkdommen van de Aldobrandini op. Na lange rechtszaken kregen zij uiteindelijk in 1769 hun gelijk. 
De Galleria Borghese in Rome herbergt de kunstvoorwerpen, in de loop der tijd verzameld door de familie Borghese. Sinds 1903 werd het geheel van park en villa Villa Borghese genoemd. In 1775 renoveerden prins Marcantonio IV Borghese en de architect Antonio Asprucci de Villa Borghese, die al sinds de 17e eeuw een (semi)openbaar museum was.
In de Villa Borghese bevinden zich onder andere werken van Titiaan en Gianlorenzo Bernini, zoals diens bekende Apollo en Daphne.
In het Louvre is ook een Borghese-collectie, deze kunstvoorwerpen werden door de familie in 1807 verkocht aan Napoleon.

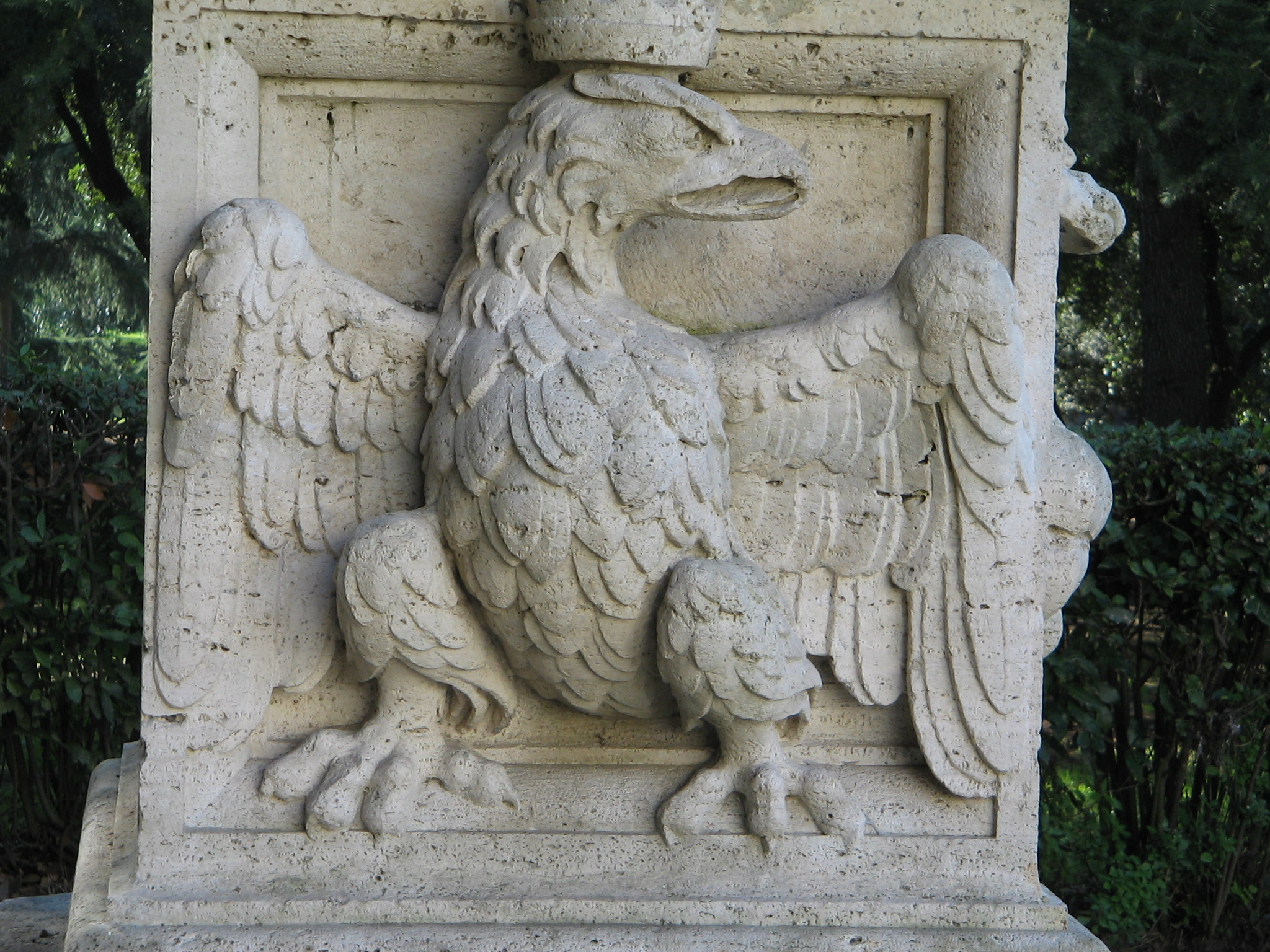
De adelaar uit het wapen van de familie Borghese

## Memorabele leden van de Borghese familie
- Galgano Borghese, pauselijke nuntius te Napels(1456)
- Camillo Borghese (1550-1621): paus Paulus V (1605-1621)
- Kardinaal Scipione Borghese (1576-1633): neef van paus Paulus V
- Camillo Filippo Ludovico Borghese (1775–1832), tweede echtgenoot van Pauline Bonaparte
- Pauline Borghese (1780-1825): zus van Napoleon Bonaparte

## Heraldiek
In hun wapen dragen de prinsen de sleutels van Sint Pieter onder een baldakijn, het herkenningsteken van de "Pauselijke families" van Rome.